# Championnat d'Écosse de football 1938-1939
Navigation
Édition précédente Édition suivante
La 49e édition du championnat d'Écosse de football est remportée par les Rangers FC. C’est son 24e titre de champion. Le club de Glasgow gagne avec onze points d’avance sur le Celtic FC.  Aberdeen FC complète le podium.
Le système de promotion/relégation reste en place mais il est bouleversé par l’interruption due à la Seconde Guerre mondiale. Pour des raisons économiques, le championnat est réduit à 16 équipes. Pour le lancement de la saison 1946-1947, quatre clubs auront disparu de l’élite, Saint Johnstone, Ayr United,  Albion Rovers, Arbroath FC, Raith Rovers, et Greenock Morton l’aura rejointe.
Avec 35 buts marqués en 38 matchs,  Alex Venters des Rangers FC remporte pour la première fois le titre de meilleur buteur du championnat.

## Les clubs de l'édition 1938-1939
| Club                              | Ville      |
| --------------------------------- | ---------- |
| Aberdeen Football Club            | Aberdeen   |
| Albion Rovers Football Club       | Coatbridge |
| Arbroath Football Club            | Arbroath   |
| Ayr United Football Club          | Ayr        |
| Celtic Football Club              | Glasgow    |
| Clyde Football Club               | Glasgow    |
| Falkirk Football Club             | Falkirk    |
| Hamilton Academical Football Club | Hamilton   |
| Heart of Midlothian Football Club | Édimbourg  |
| Hibernian Football Club           | Leith      |
| Kilmarnock Football Club          | Kilmarnock |
| Motherwell Football Club          | Motherwell |
| Partick Thistle Football Club     | Glasgow    |
| Queen of the South Football Club  | Dumfries   |
| Queen's Park Football Club        | Glasgow    |
| Raith Rovers Football Club        | Kirkcaldy  |
| Rangers Football Club             | Glasgow    |
| Saint Johnstone Football Club     | Perth      |
| Saint Mirren Football Club        | Paisley    |
| Third Lanark Athletic Club        | Glasgow    |

## Compétition

### Classement
Le classement est établi sur le barème de points classique (victoire à 2 points, match nul à 1, défaite à 0).
| Rang | Équipe              | Pts | J  | G  | N | P  | Bp  | Bc | Diff |
| ---- | ------------------- | --- | -- | -- | - | -- | --- | -- | ---- |
| 1    | Rangers FC          | 59  | 38 | 25 | 9 | 4  | 112 | 55 | +57  |
| 2    | Celtic FC T         | 48  | 38 | 20 | 8 | 10 | 99  | 53 | +46  |
| 3    | Aberdeen FC         | 46  | 38 | 20 | 6 | 12 | 91  | 61 | +30  |
| 4    | Heart of Midlothian | 45  | 38 | 20 | 5 | 13 | 98  | 70 | +28  |
| 5    | Falkirk FC          | 45  | 38 | 19 | 7 | 12 | 73  | 63 | +10  |
| 6    | Queen of the South  | 43  | 38 | 17 | 9 | 12 | 70  | 64 | +6   |
| 7    | Hamilton Academical | 41  | 38 | 18 | 5 | 15 | 67  | 71 | -4   |
| 8    | Saint Johnstone     | 40  | 38 | 17 | 6 | 15 | 85  | 83 | +2   |
| 9    | Clyde FC C          | 39  | 38 | 17 | 5 | 16 | 78  | 70 | +8   |
| 10   | Kilmarnock FC       | 39  | 38 | 15 | 9 | 14 | 73  | 86 | -13  |
| 11   | Partick Thistle FC  | 38  | 38 | 17 | 4 | 17 | 74  | 87 | -13  |
| 12   | Motherwell FC       | 37  | 38 | 16 | 5 | 17 | 82  | 86 | -4   |
| 13   | Hibernian FC        | 35  | 38 | 14 | 7 | 17 | 68  | 69 | -1   |
| 14   | Ayr United          | 35  | 38 | 13 | 9 | 16 | 76  | 83 | -7   |
| 15   | Third Lanark AC     | 32  | 38 | 12 | 8 | 18 | 80  | 96 | -16  |
| 16   | Albion Rovers P     | 30  | 38 | 12 | 6 | 20 | 65  | 90 | -25  |
| 17   | Arbroath FC         | 30  | 38 | 11 | 8 | 19 | 54  | 75 | -21  |
| 18   | Saint Mirren        | 29  | 38 | 11 | 7 | 20 | 57  | 80 | -23  |
| 19   | Queen's Park FC     | 27  | 38 | 11 | 5 | 22 | 57  | 83 | -26  |
| 20   | Raith Rovers P      | 22  | 38 | 10 | 2 | 26 | 65  | 99 | -34  |

| Légende : Qualifications et relégations | Légende : Qualifications et relégations                           |
| --------------------------------------- | ----------------------------------------------------------------- |
|                                         | Champion d'Écosse                                                 |
|                                         | Relégation en deuxième division                                   |
|                                         | T : Tenant du titre C : Vainqueur de la Coupe d'Écosse P : Promus |

## Bilan de la saison
| Tableau d'Honneur                |            |
| Compétition                      | Vainqueur  |
| Championnat d'Écosse de football | Rangers FC |
| Coupe d'Écosse de football       | Clyde FC   |

| Promotions et relégations |                                                                   |
| Promus                    | Greenock Morton                                                   |
| Relégués                  | Saint Johnstone Ayr United Albion Rovers Arbroath FC Raith Rovers |

## Statistiques

### Meilleur buteur
1. Alex Venters, Rangers FC, 35 buts